# Thermobacillus xylanilyticus
Thermobacillus xylanilyticus ist eine Bakterienart der Firmicutes.

## Merkmale

### Erscheinungsbild
Die Zellen von Thermobacillus xylanilyticus sind gerade Stäbchen mit zugespitzten Enden mit einer Länge von 2,0 bis 2,8 μm und einer Breite von 0,4 bis 0,5 μm. Die Zellen treten einzeln, in Paaren oder auch gelegentlich in Ketten auf. Thermobacillus xylanilyticus besitzt keine Flagellen und ist nicht motil. Der Gram-Test verläuft negativ, obwohl es sich eindeutig um eine grampositive Zellwandstruktur handelt. Das Bakterium bildet ellipsoidale Endosporen innerhalb von angeschwollenen Sporangien.

### Wachstum und Stoffwechsel
Die Art Thermobacillus xylanilyticus ist aerob. Das Bakterium benötigt CO2.
Es ist thermophil, optimales Wachstum findet bei 55 °C statt, die maximale Temperatur für Wachstum ist 63 °C.
Tolerierte pH-Werte liegen zwischen 6,5 und 8,5. Optimales Wachstum erfolgt bei einem pH-Wert von 7,8.
Das Bakterium kann das Protein Äskulin hydrolytisch abbauen. Auch der Test auf Hydrolyse von Stärke fällt positiv aus, wohingegen Gelatine und Casein nicht hydrolysiert werden. Der Katalase-Test verläuft positiv, der Oxidase-Test und der Urease-Test negativ. Nitrat wird nicht reduziert.
Es kann u. a. folgende Moleküle als Kohlenstoffquelle für das Wachstum nutzen: Cellobiose, Fructose, Galactose, Lactose, Mannose, Raffinose, Trehalose, Tributtersäureglycerinester und Xylose.
Nicht genutzt werden z. B.: Ribit, Citrat, Galaktit, Erythritol, Inulin, Salicin, Sorbit und Bernsteinsäure.
Das Bakterium produziert große Mengen von dem Enzym Xylanase, daher der Artname. Dieses Enzym dient dem Abbau von Xylane, ein Bestandteil der Hemicellulose bei Pflanzen.

### Chemotaxonomische Merkmale
Der GC-Gehalt in der DNA liegt bei 57,5 Mol-Prozent.
Das überwiegend vorhandene Menachinon ist MK-7. Die dominierende Fettsäure ist iso-C16:0 (iso-Hexadecansäure).

## Systematik
Der isolierte Stamm wurde zuerst der Gattung Bacillus zugeordnet. Aufgrund von weiteren Untersuchungen, die zur Abtrennung mehrerer Arten von der Gattung Bacillus führten, wurde dieser Stamm der neu erstellten Gattung Thermobacilus zugeordnet. Thermobacillus zählt zu der Familie Paenibacillaceae der Ordnung Bacillales. Zu der Gattung Thermobacillus werden zurzeit (März 2019) zwei Arten gestellt, neben T. xylanilyticus wird noch die Art T. composti geführt, welche im Jahre 2007 von Keiko Watanabe et al.  beschrieben wurde. Auch diese Art ist thermophil, toleriert allerdings höhere pH-Werte als T. xylanilyticus, der optimale Wert ist 9, es toleriert Werte bis zu 10,1. Weitere Unterschiede liegen z. B. in den überwiegenden Menaquinon (bei T. composti ist MK-6 das häufigste Menaquinon) und in den dominierenden Fettsäuren. Es ist auch wie T. xylanilyticus in der Lage Xylan abzubauen.
Thermobacillus xylanilyticus ist aufgrund von Analyse der 16S-rRNA als eng verwandt mit Paenibacillus anzusehen. Zur Unterscheidung kann neben der genauen 16S-rRNA Analyse auch die fehlende Geißel, die dominierenden Fettsäuren und der GC-Gehalt dienen.

## Etymologie
Der Gattungsname ist von dem griechischen Adjektiv thermos (heiß) und dem lateinischen Wort bacillus (schmales Stäbchen) abgeleitet. Der Artname T. xylanilyticus bezieht sich auf Xylan, ein pflanzliches Polysaccharid, lutikos ist griechisch und bedeutet „in der Lage zu lösen“, das Bakterium kann Xylan abbauen.

## Ökologie und Nutzung
Es wird angenommen, dass Thermobacillus xylanilyticus vor allem in warmen Habitaten mit viel in Verwesung befindlichen Pflanzenmaterial vorkommt. Es ist in der Lage Xylan abzubauen, dabei handelt es sich um ein Heteropolysaccharid, welches in den Hemicellulosen innerhalb der Zellwände von Pflanzen enthalten ist. Das Bakterium ist somit interessant für die industrielle Produktion von pflanzlichen Brennstoffen oder Herstellung von Chemikalien wie Ethanol aus pflanzlicher Biomasse.